# Jiskra Benešov
Týdeník Jiskra je s okresem Benešov spjat již od roku 1960, kdy plynule nahradil Vesnické noviny Benešovska, Vlašimska a Voticka, posléze i Jiskru Benešovska (1953 – 1959). 

## Historie
Jiskra vznikla 1. 4. 1960 v souvislosti se správní reformou, kdy byly zrušeny bývalé okresy a nahrazeny okresy většími, sloučily se tedy okresy Benešov, Vlašim a Votice, z nichž každý vydával své vlastní noviny: 
Benešov: Jiskra Benešovska (vycházela 1953-1959), jejím předchůdcem byly Vesnické noviny Benešovska (vycházely v letech 1950-1953) 
Vlašim: Nové Podblanicko (vycházelo 1959-1960), jeho předchůdcem byly Vesnické noviny Vlašimska (vycházely v letech 1950-1958) 
Votice: Vesnické noviny Voticka (vycházely v letech 1951-1960).
V roce 1997 se bývalý ONV Benešov Jiskry vzdal, ale už v srpnu téhož roku se  vydávání Jiskry ujal Mgr. Jiří Horák z Prahy, který Jiskru vydával do 15. prosince roku 2010, kdy se rozhodl tuto svou aktivitu ukončit. Redakce se rozhodla pokračovat, za tímto účelem byla ještě v závěru roku 2010 založena společnost Jiskra Benešov, s.r.o.
Jiskra vycházela s těmito podtituly:
- Orgán OV-KSČ a rady ONV Benešov u Prahy (1960-1962)
- Vydává OV KSČ a ONV Benešov (1962-1968)
- Týdeník OV KSČ a ONV v Benešově u Prahy (1969-1981)
- Týdeník OV KSČ a ONV Benešov (1981-1987)
- Týdeník OV KSČ a ONV v Benešově (1988-1989)
- Týdeník ONV a OV NF v Benešově (prosinec 1989)
- Týdeník benešovského okresu JISKRA. Vydává Okresní národní výbor Benešov (1990)
- Týdeník benešovského okresu JISKRA. Vydává Okresní úřad Benešov (1990-1996)
- Zprávy z celého okresu. Týdeník JISKRA. Vydává Okresní úřad Benešov (1996-1997)
- Týdeník benešovského okresu JISKRA (1997-2003)
- Týdeník Benešovska, Vlašimska a Voticka JISKRA (2003-2010)
- Týdeník Benešovska, Vlašimska, Voticka, Posázaví a středního Povltaví JISKRA (2010-dosud)

## Jiná periodika s názvem Jiskra
Název Jiskra se poprvé objevil u novin vycházejících v Táboře (resp. později v Táboře a Českých Budějovicích) v letech 1903–1914 jako týdeník, později v roce 1914 jako deník s podtitulem Jihočeský deník. Dalším periodikem, které mělo název Jiskra a vycházelo jako týdeník (bez zjevné souvislosti s předchozím) v Táboře a v letech 1925–1927 s místem vydání Tábor-Benešov, byla Jiskra, vydávaná sociální demokracií v letech 1925–1938 a následně pak 1945–1948.